# Ariadna elaphra
Ariadna elaphra là một loài nhện trong họ Segestriidae.
Loài này thuộc chi Ariadna. Ariadna elaphra được Jia-Fu Wang miêu tả năm 1993.